# Povijesno središte Napulja
Povijesno središte, ili Centro Storico, Napulja u Italiji predstavlja povijesnu jezgru grada, koja se proteže kroz 27 stoljeća.
Gotovo cjelokupno povijesno središte, otprilike 1021 hektar, proglašeno je mjestom svjetske baštine UNESCO- a 1995. i uključeno u popis povijesnih dobara koje treba zaštititi; njegova posebna jedinstvenost leži u gotovo potpunoj očuvanosti i korištenju njezinog starogrčkog rasporeda cesta.

## Povijest
Povijesno središte Napulja svjedoči o povijesnoj i umjetničkoj evoluciji grada, od njegove prve grčke naseobine u 8. stoljeću pr. Kr. duž područja s pogledom na more, ponovnog osnivanja istog grada u unutrašnjem području, čineći "povijesno središte (Centro Storico)", do španjolskog baroknog grada koji je vidio otvaranje prema zapadu urbane jezgre i do tog središta kulturne elite devetnaestog stoljeća, s procvatom u gradu brojnih plemića i buržoaske vile koje karakteriziraju cijelo područje Posillipa i Vomera.
Područje koje se smatra UNESCO-vom baštinom pokriva približno 1021 hektar i sadrži sljedeće četvrti: Avvocata, Montecalvario, San Giuseppe, Porto, Pendino, Mercato (Općina 1), Stella, San Carlo all'Arena, (Općina 3), Chiaia, San Ferdinando, San Lorenzo, Vicarìa i dio brda Vomero i Posillipo.
Potres u Irpiniji 1980. oštetio je dio povijesnog središta i iznio na vidjelo strukturalne i društvene probleme (čak i one drevne) za koje je odlučeno da se riješe i urbanistički donošenjem zakona br. 219 1981., kojim se utvrđuju odredbe za planiranje i kontrolu građevinske djelatnosti, sankcioniranje, oporavak i sanacija nezakonite gradnje.
Trenutno je veliki dio povijesne jezgre grada u lošem stanju i pogodan za konzervaciju. Mnoge strukture, uz već spomenute umjetničke crkve (fontane, palače, antička arhitektura, svetišta, itd.) leže u uvjetima krajnje napuštenosti: kako bi se nosili s ovom hitnom situacijom, razne organizacije građana i odbori pokušavaju dobiti UNESCO intervenirati.
Nedavni sporazum potpisan između regije Campania, općine i Ministarstva kulturne baštine značio je da je Europska unija u lipnju 2012. dodijelila 100 milijuna eura za izvođenje restauratorskih radova na spomenicima povijesnog središta koji su najugroženiji.

### Antičko središte
Grad ima dvije prave i izvorne antičke jezgre: prva je brdo Pizzofalcone na kojem je rođen grad Partenope, dok je druga zona decumanusa Napulja gdje je rođen sljedeći Neapolis. Konkretno, u ovom posljednjem prostoru koncentrirane su sve građevine kroz stoljeća do 16. stoljeća, s otvaranjem prema zapadu grada po nalogu španjolskog potkralja don Pedra de Toleda.
Posebno velik broj kulturnih i umjetničkih resursa nalazi se na ovom mjestu: obelisci, samostani, klaustri, muzeji, poznate ulice jaslica, katakombe, vanjska i podzemna arheološka iskopavanja s rimskim i grčkim ostacima, uključujući rimsko kazalište, kipove i basme -reljefi, monumentalni frizovi, kao i srednjovjekovni stupovi koji podupiru drevne povijesne građevine i još mnogo toga.
Samo antičko središte, koje uključuje okruge San Giuseppe, Porto, Pendino, Mercato, San Lorenzo i Vicarìa koji, konkretnije, odgovaraju gotovo području decumana u Napulju, vidi postojanje više od 200 povijesnih crkava. uz koje se veže djelatnost poznatih eksponenata talijanske umjetnosti. Među glavnim umjetnicima su: Giotto, Caravaggio, Donatello, Giuseppe Sanmartino, Luca Giordano, Cosimo Fanzago, Luigi Vanvitelli, José de Ribera, Domenichino, Guido Reni, Tino di Camaino, Marco dal Pino, Simone Martini, Mattia Preti i mnnogi drugi.
Tijekom srednjeg vijeka grad je bio podijeljen na sjedišta. To su bili: Capuana, Montagna, Nido, Porto, Portanova i Forcella. U tom kontekstu grad je bio zatvoren svojim zidinama izvan kojih je postojala apsolutna zabrana gradnje. Karakteristika koja je razlikovala antičko središte Napulja, zapravo, je gotovo zatvorenost razvoja u produžetku grada, čime se favorizira onaj "u visinu". Okolnost da grad počiva na tufasnom tlu pogodovala je praksi podizanja postojećih zgrada, crpeći materijal iz podzemnih kamenoloma koji su se već koristili od prvog rođenja grada.
Međutim, prelazak političke moći na Maschio Angioino bio je prvi poticaj lokalnoj aristokraciji da svoje plemićke rezidencije povuče prema zapadnom dijelu grada.

### Otvor prema zapadu sa španjolskim potkraljevstvom
Širenje grada na zapad, koje se dogodilo u 16. stoljeću s don Pedrom de Toledom, povlači za sobom rađanje sadašnjeg "povijesnog centra". Tako su rođene španjolske četvrti, s Via Toledo, Largo di Palazzo, Via Medina do područja Pizzofalcone i Chiaia.
Upravo je kraljevska palača bila razlogom pravog tezauriranja od strane napuljskih i stranih aristokrata praznih prostora koji su se uzdizali uz cestu koja je vodila izravno do potkraljeve rezidencije, odnosno preko Toleda.
Ove reforme odredile su u gradu "ponovno osvajanje" mora koje se od dolaska Partenope pa do tada više nije koristilo.

### Velike građevine burbonskog razdoblja
Prelaskom iz španjolskog potkraljevstva u kraljevstvo Bourbona, dolazi do definitivnog kulturnog skoka u gradu, koji je postao ekstremna destinacija europskog Grand Toura.
Napulj sazrijeva vlastitu prosvjetiteljsku savjest potvrđujući se kao velika europska prijestolnica. U roku od samo dvadeset godina (od 1730. do 1750.) rođene su impresivne građevine, simboli dostignute kulturne razine: reggia di Capodimonte, pravi Albergo dei Poveri i Teatro di San Carlo.
S pojavom neoklasicizma s početka devetnaestog stoljeća (i također eklekticizma s kraja stoljeća), povijesno središte se također proširuje na područje Posillipa i Vomera, iskorištavajući te "nove" prostore karakterizirane krajolicima posebnih ljepotom i velikim okolnim prirodnim prostorom. Tako su rođene Villa Floridiana, Villa Rosebery i mnoge druge važne napuljske vile.